# Unterland (distrito electoral)
Unterland (en alemán: Wahlkreis Unterland), significando "tierra más baja", es uno de los dos distritos electorales de Liechtenstein. La sede administrativa del distrito es la ciudad de Schellenberg, debido a su existencia histórica como el Señorío de Schellenberg (en alemán: Herrschaft Schellenberg).

## Geografía
El distrito es menos populoso que Oberland (el otro distrito) y toma arriba entre un quinto y un sexto del área total de Liechtenstein. Comprende cinco municipios y tres pueblos, para un total de ocho poblaciones.
| Municipio    | Pob. (2014) | Área (km²) | Pueblos            |
| ------------ | ----------- | ---------- | ------------------ |
| Eschen       | 4,313       | 10.3       | Nendeln            |
| Gamprin      | 1,657       | 6.1        | Bendern            |
| Mauren       | 4,189       | 7.5        | Schaanwald         |
| Ruggell      | 2,146       | 7.4        | Ninguno            |
| Schellenberg | 1,053       | 3.5        | Hinterschellenberg |